# 格氏新海鯰
格氏新海鯰為輻鰭魚綱鯰形目海鯰科的其中一種，分布於新幾內亞南部及澳洲北部淡水、半鹹水水域，體長可達60公分，棲息在溪流、沿海、河口區，屬雜食性，以水生植物甲殼類、蠕蟲、昆蟲、魚類等為食。

## 擴展閱讀
維基物種上的相關：格氏新海鯰